# Stowarzyszenie Polskich Energetyków
Stowarzyszenie Polskich Energetyków (SPE) – jest to dobrowolne, samorządowe, zrzeszenie naukowo-techniczne, mające na celu rozwijanie i propagowanie inicjatyw i działań sprzyjających rozwojowi energetyki polskiej oraz racjonalnemu użytkowaniu paliw, energii elektrycznej i cieplnej.
Stowarzyszenie powstało w Radomiu w  1996 roku początkowo pod nazwą Stowarzyszenie Wspierania Inicjatyw Energetycznych, dopiero na walnym zgromadzeniu w  maju 2002 roku w Dobczycach, dokonano zmiany nazwy na Stowarzyszenie Polskich Energetyków.